# Каллур (город)
Каллур или Каллуру (телугу కల్లూరు) — город в округе Кхаммам штата Телингана Индии.

## Население
Численность населения — около 16 тысяч человек (2011).

## История
Около 1472 года город посетил Афанасий Никитин, упомянувший его в своих путевых записках «Хожение за три моря».

## Достопримечательности
Многочисленные древние индуистские храмы.